# Erioptera (ondergeslacht)
Erioptera is een ondergeslacht van het gelijknamige insectengeslacht binnen de familie steltmuggen (Limoniidae).

## Soorten
- E. (Erioptera) abrasa (Edwards, 1928)
- E. (Erioptera) acucuspis (Alexander, 1976)
- E. (Erioptera) alanstonei (Alexander, 1977)
- E. (Erioptera) alboguttata (Edwards, 1916)
- E. (Erioptera) aletschina (Stary, 1997)
- E. (Erioptera) alta (Alexander, 1932)
- E. (Erioptera) andina (Alexander, 1913)
- E. (Erioptera) angolana (Alexander, 1963)
- E. (Erioptera) angusticincta (Alexander, 1956)
- E. (Erioptera) annulipes (Williston, 1896)
- E. (Erioptera) apicialba (Alexander, 1921)
- E. (Erioptera) badicincta (Alexander, 1974)
- E. (Erioptera) beckeri (Kuntze, 1914)
- E. (Erioptera) beebeana (Alexander, 1950)
- E. (Erioptera) bequaerti (Alexander, 1923)
- E. (Erioptera) biaculeata (Savchenko, 1981)
- E. (Erioptera) biarmata (Alexander, 1934)
- E. (Erioptera) biobtusa (Alexander, 1956)
- E. (Erioptera) brahma (Alexander, 1966)
- E. (Erioptera) brevirama (Alexander, 1931)
- E. (Erioptera) bryantiana (Alexander, 1929)
- E. (Erioptera) cacuminis (Edwards, 1926)
- E. (Erioptera) carior (Alexander, 1920)
- E. (Erioptera) carissima (Alexander, 1920)
- E. (Erioptera) celestissima (Alexander, 1956)
- E. (Erioptera) cervula (Savchenko, 1972)
- E. (Erioptera) circumambiens (Alexander, 1957)
- E. (Erioptera) cladophora (Alexander, 1920)
- E. (Erioptera) cladophoroides (Alexander, 1921)
- E. (Erioptera) connata (Alexander, 1972)
- E. (Erioptera) coolbyngga (Theischinger, 1994)
- E. (Erioptera) cornuta (Savchenko, 1984)
- E. (Erioptera) cristata (Alexander, 1956)
- E. (Erioptera) chlorophylla (Osten Sacken, 1860)
- E. (Erioptera) chlorophylloides (Alexander, 1919)
- E. (Erioptera) dama (Alexander, 1958)
- E. (Erioptera) dampfi (Alexander, 1927)
- E. (Erioptera) diplacantha (Alexander, 1931)
- E. (Erioptera) distinguenda (Stary, 1983)
- E. (Erioptera) dyari (Alexander, 1924)
- E. (Erioptera) ebenina (Alexander, 1926)
- E. (Erioptera) euzona (Alexander, 1970)
- E. (Erioptera) flavata (Westhoff, 1882)
- E. (Erioptera) flavohumeralis (Alexander, 1924)
- E. (Erioptera) funesta (Alexander, 1926)
- E. (Erioptera) furcifer (Alexander, 1919)
- E. (Erioptera) fuscipennis (Meigen, 1818)
- E. (Erioptera) fusculenta (Edwards, 1938)
- E. (Erioptera) galbinocosta (Alexander, 1960)
- E. (Erioptera) gaspeana (Alexander, 1929)
- E. (Erioptera) genuatra (Alexander, 1953)
- E. (Erioptera) georgei (Alexander, 1956)
- E. (Erioptera) gorgona (Savchenko, 1981)
- E. (Erioptera) grandior (Brunetti, 1912)
- E. (Erioptera) griseipennis (Meigen, 1838)
- E. (Erioptera) haplostyla (Alexander, 1934)
- E. (Erioptera) himalayae (Alexander, 1930)
- E. (Erioptera) hohensis (Alexander, 1949)
- E. (Erioptera) horii (Alexander, 1924)
- E. (Erioptera) impensa (Alexander, 1957)
- E. (Erioptera) interrita (Alexander, 1970)
- E. (Erioptera) inusitata (Alexander, 1976)
- E. (Erioptera) juvenilis (Alexander, 1933)
- E. (Erioptera) karisimbii (Alexander, 1956)
- E. (Erioptera) kluaneana (Alexander, 1955)
- E. (Erioptera) laticrista (Savchenko, 1977)
- E. (Erioptera) leptostyla (Alexander, 1940)
- E. (Erioptera) leucosticta (Alexander, 1933)
- E. (Erioptera) limbata (Loew, 1873)
- E. (Erioptera) litostyla (Alexander, 1966)
- E. (Erioptera) longicauda (Loew, 1871)
- E. (Erioptera) lucerna (Alexander, 1926)
- E. (Erioptera) lunicola (Alexander, 1932)
- E. (Erioptera) lunigera (Alexander, 1929)
- E. (Erioptera) lutea (Meigen, 1804)
- E. (Erioptera) luteicornis (Alexander, 1930)
- E. (Erioptera) mediofusca (Alexander, 1940)
- E. (Erioptera) megalops (Alexander, 1975)
- E. (Erioptera) megophthalma (Alexander, 1918)
- E. (Erioptera) meijerei (Edwards, 1921)
- E. (Erioptera) micromyia (Alexander, 1920)
- E. (Erioptera) minor (de Meijere, 1920)
- E. (Erioptera) multiannulata (Alexander, 1937)
- E. (Erioptera) murudensis (Edwards, 1926)
- E. (Erioptera) nielseni (de Meijere, 1921)
- E. (Erioptera) nigripalpis (de Meijere, 1913)
- E. (Erioptera) nitidiuscula (Alexander, 1920)
- E. (Erioptera) oceanica (Alexander, 1914)
- E. (Erioptera) orbitalis (Alexander, 1924)
- E. (Erioptera) orientalis (Brunetti, 1912)
- E. (Erioptera) osceola (Alexander, 1933)
- E. (Erioptera) otayba (Theischinger, 1994)
- E. (Erioptera) palliclavata (Alexander, 1936)
- E. (Erioptera) pallidivena (Alexander, 1938)
- E. (Erioptera) parviclava (Alexander, 1974)
- E. (Erioptera) pederi (Tjeder, 1969)
- E. (Erioptera) perexquisita (Alexander, 1978)
- E. (Erioptera) peringueyi (Bergroth, 1888)
- E. (Erioptera) phoinix (Savchenko, 1972)
- E. (Erioptera) pila (Alexander, 1966)
- E. (Erioptera) polydonta (Alexander, 1944)
- E. (Erioptera) polytricha (Alexander, 1945)
- E. (Erioptera) pompalis (Alexander, 1957)
- E. (Erioptera) quadricincta (Alexander, 1927)
- E. (Erioptera) quadrihamata (Savchenko, 1972)
- E. (Erioptera) quinquecincta (Alexander, 1927)
- E. (Erioptera) rubripes (Alexander, 1931)
- E. (Erioptera) scolophora (Alexander, 1973)
- E. (Erioptera) scolostyla (Alexander, 1962)
- E. (Erioptera) seminole (Alexander, 1933)
- E. (Erioptera) septemtrionis (Osten Sacken, 1860)
- E. (Erioptera) setipennis (Alexander, 1956)
- E. (Erioptera) sexaculeata (Alexander, 1940)
- E. (Erioptera) sordida (Zetterstedt, 1838)
- E. (Erioptera) squalida (Loew, 1871)
- E. (Erioptera) straminea (Osten Sacken, 1869)
- E. (Erioptera) subchlorophylla (Alexander, 1919)
- E. (Erioptera) subfurcifer (Alexander, 1929)
- E. (Erioptera) subhalterata (Alexander, 1960)
- E. (Erioptera) subirrorata (Alexander, 1920)
- E. (Erioptera) susurra (Alexander, 1945)
- E. (Erioptera) tahanensis (Edwards, 1928)
- E. (Erioptera) tenuirama (Savchenko, 1972)
- E. (Erioptera) tordi (Tjeder, 1973)
- E. (Erioptera) transmarina (Bergroth, 1889)
- E. (Erioptera) trivittata (Lindner, 1958)
- E. (Erioptera) uliginosa (Alexander, 1930)
- E. (Erioptera) urania (Alexander, 1944)
- E. (Erioptera) verralli (Edwards, 1921)
- E. (Erioptera) vespertina (Osten Sacken, 1860)
- E. (Erioptera) villosa (Osten Sacken, 1860)
- E. (Erioptera) viridula (Alexander, 1929)
- E. (Erioptera) wellsae (Theischinger, 1994)
- E. (Erioptera) xanthoptera (Alexander, 1924)
- E. (Erioptera) yarraga (Theischinger, 1994)
- E. (Erioptera) yarto (Theischinger, 1994)
- E. (Erioptera) yukonensis (Alexander, 1955)